# Május 19.
Május 19. az év 139. (szökőévben 140.) napja a Gergely-naptár szerint. Az évből még 226 nap van hátra.
Névnapok: Ivó, Milán + Aldvin, Alvián, Alvin, Bernarda, Bernardina, Buda, Celeszta, Celesztin, Celesztina, Dukász, Emiliána, Ivonn, Káldor, Milton, Tuzson, Vulkán, Yvonne

## Események
- 1536 – Boleyn Anna angol királyné kivégzése a londoni Towerben.
- 1578 – A nagy budai lőporrobbanás.
- 1643 – A rocroi-i csatában[1] a francia királyi hadsereg, Louis de Bourbon, Enghien hercege (a későbbi „Nagy Condé”) vezetésével döntő vereséget mér a Francisco de Melo márki spanyol királyi hadseregére.
- 1802 – Napoléon Bonaparte megalapította a Francia Köztársaság Becsületrendjét.
- 1845 – Útjára indul John Franklin kapitány vezetésével az északnyugati átjáró megtalálására indított Franklin-expedíció.
- 1894 – Bulgáriában megbukik Sztefan Sztambolov osztrákbarát kormánya.
- 1935 – A csehszlovákiai parlamenti választásokon a legtöbb szavazatot a Szudétanémet Párt szerzi meg (15,2%); a cseh pártok közül az agrárpárt a szavazatok 14,3%-át, a szociáldemokraták 12,6%-ot, a kommunisták 10,3%-ot szereznek. A magyar pártok kilenc mandátumhoz jutnak.
- 1961 – Harckészültségi szolgálatba helyezik az 1. honi légvédelmi rakétaezredet.
- 2006 – Bezár Magyarország egyik legjelentősebb szórakozóhelye, a budapesti Home Club, hogy helyére lakópark épüljön.
- 2007 – Bagdadban hat – titkos fegyverraktárakat felderítő – amerikai katona és a tolmácsuk életét vesztette egy pokolgépes robbantásban, míg a német PRT három, szolgálaton kívüli katonája a kunduzi bazárban – egy öngyilkos merénylő által működésbe hozott robbanó szerkezet miatt – hal meg.
- 2007 – Előzetes letartóztatásba vették a Rendészeti Biztonsági Szolgálat (Rebisz) öt rendőrét, akiket egy ismert gitáros barátnőjének megerőszakolásával gyanúsítanak.
- 2007 – Gyurcsány Ferenc miniszterelnök felmentette Bene László országos és Gergényi Péter budapesti rendőrfőkapitányt.
- 2010 – Szomália elismeri Koszovó függetlenségét
- 2018 – Harry brit királyi herceg feleségül veszi Meghan Markle amerikai színésznőt a windsori kastély Szent György kápolnájában, 600 meghívott jelenlétében. (Az esküvőn a brit tradíciók keveredtek az afroamerikai kultúrával.)[2]

## Sportesemények
Formula–1
- 1957 –  monacói nagydíj, Monte Carlo - Győztes: Juan Manuel Fangio  (Maserati)
- 1985 –  monacói nagydíj, Monte Carlo - Győztes: Alain Prost  (McLaren TAG Porsche Turbo)
- 1996 –  monacói nagydíj, Monte Carlo - Győztes: Olivier Panis  (Ligier Mugen Honda)

## Születések
- 1469 – Giovanni della Robbia firenzei szobrász, Andrea della Robbia fia († 1529)
- 1762 – Johann Gottlieb Fichte német filozófus († 1814)
- 1855 – Bihari Sándor festőművész († 1906)
- 1868 – II. Miklós orosz cár († 1918)
- 1871 – Ligeti Miklós szobrászművész († 1944)
- 1885 – Basch Andor magyar festőművész († 1944)
- 1890 – Ho Si Minh, Vietnám vezetője († 1969)
- 1893 – Bajor Gizi Kossuth-díjas magyar színésznő († 1951)
- 1896 – Várkonyi Nándor magyar író, szerkesztő, könyvtáros, kultúrtörténész († 1975)
- 1901 – Vaszary Piri magyar színésznő, filmszínésznő († 1965)
- 1906 – Bálint Antal gazdálkodó, Vas megyei politikus és gazdasági vezető, országgyűlési képviselő († 1966)
- 1907 – Zdenek Pöhl cseh autóversenyző († 1986)
- 1925 – Pol Pot, a kambodzsai Vörös Khmer rezsim vezetője, rettegett diktátor († 1998)
- 1927 – Serge Lang francia születésű amerikai matematikus († 2005)
- 1928 – Colin Chapman (Anthony Colin Bruce Chapman) brit versenyautó-konstruktőr, a Lotus sportautómárka és Formula–1-es csapat megalkotója († 1982)
- 1930 – Kálmán Rudolf Emil amerikai magyar villamosmérnök, matematikus, az MTA tagja († 2016)
- 1931 – Bob Anderson (Robert Anderson) brit autóversenyző († 1967)
- 1934 – Ulf Norinder svéd autóversenyző († 1978)
- 1939 – James Fox angol színész (Napok romjai, Az aranyserleg)
- 1940 – Novotny Zoltán Táncsics Mihály-díjas magyar újságíró, sportújságíró
- 1940 – Radnóti László MOB Médiadíjas magyar újságíró, sportújságíró
- 1948 – Grace Jones jamaicai születésű amerikai fotómodell, énekesnő, színésznő
- 1949 – Dusty Hill amerikai zenész,a ZZ Top együttes tagja († 2021)
- 1951 – Jancsó Sarolta magyar színésznő
- 1952 – Menyhárt János Máté Péter-díjas magyar zeneszerző, dalszövegíró, gitáros
- 1954 – Phil Rudd ausztrál zenész, az „AC/DC” együttes dobosa
- 1958 – Bubik István Jászai Mari-díjas magyar színművész († 2004)
- 1961 – Varga Rita magyar színésznő, énekesnő, előadóművész († 2018)
- 1962 – Kerekes József Jászai Mari-díjas magyar színész
- 1966 – Ambrus Zoltán magyar zenész, gitáros, előadóművész († 2019)
- 1972 – Amanda De Cadenet angol fényképész, színésznő, műsorvezető
- 1973 – Dario Franchitti skót autóversenyző
- 1973 – Kovács Áron magyar rádiós, televíziós műsorvezető, énekes, színész
- 1977 – Manuel Almunia spanyol labdarúgó
- 1977 – Natalia Oreiro uruguayi énekesnő, színésznő, a Vad angyal főszereplője.
- 1977 – Oroszlán Szonja magyar színésznő
- 1979 – Majoross Gergely magyar jégkorongozó
- 1979 – Andrea Pirlo olasz labdarúgó
- 1992 – Sam Smith angol énekes
- 1992 – Cristopher Comstock Marshmello amerikai DJ
- 1995 – Nagy Fruzsina Lilla magyar színésznő

## Halálozások
- 1102 – István Henrik Blois, Chartres, Châteaudun és Sancerre grófja
- 1303 – Szent Ivó a jogászok védőszentje (* 1253)
- 1536 – Boleyn Anna (Anne Boleyn) (* 1501–1507(?) angol királyné, VIII. Henrik 2. felesége, I. Erzsébet anyja.
- 1838 – Schuster János magyar orvosdoktor, egyetemi tanár (* 1777)
- 1859 – Joseph Jelačić von Bužim horvát születésű császári tábornagy, horvát bán (* 1801)
- 1864 – Nathaniel Hawthorne amerikai író (* 1804)
- 1895 – José Martí (er. José Julián Martí Pérez) kubai költő, író, szabadságharcos (* 1853)
- 1896 – Habsburg–Lotaringiai Károly Lajos főherceg I. Ferenc József császár öccse, Ferenc Ferdinánd főherceg édesapja, 1896-ig trónörökös (* 1833)
- 1898 – William Gladstone, az Egyesült Királyság miniszterelnöke, hivatalban 1868-tól 1874-ig, 1880-tól 1885-ig, 1886-ban és 1892-től 1894-ig (* 1809)
- 1904 – Dzsamszedzsi Tata „az indiai ipar atyja” (* 1839)
- 1907 – Benjamin Baker a késő Viktoriánus kor kiemelkedő angol mérnöke (* 1840)
- 1912 – Bolesław Prus (eredeti nevén Aleksander Głowacki) a pozitivizmus korszakában alkotó lengyel író és publicista (* 1847)
- 1913 – Korányi Frigyes a magyarországi orvostudomány meghatározó személyisége (* 1828)
- 1918 – Ferdinand Hodler svájci festőművész (* 1853)
- 1924 – Maria Bernarda Bütler katolikus apáca, rendalapító (* 1848)
- 1942 – Joseph Larmor ír fizikus, matematikus, róla nevezték el a Larmor-precessziót (* 1857)
- 1954 – B. Ványi Gábor magyar gazdálkodó, országgyűlési képviselő (* 1883)
- 1963 – Jakabffy Elemér erdélyi magyar politikus, az Országos Magyar Párt 1922–1938 közötti alelnöke, publicista, az MTA tagja (* 1881)
- 1969 – Eberhard von Mackensen német tábornok, II. világháborús hadseregparancsnok (* 1889)
- 1972 – Mészáros Ferenc természetgyógyász (* 1897)
- 1994 – Jacqueline Kennedy Onassis, John Fitzgerald Kennedy, az Amerikai Egyesült Államok 35. elnökének felesége
- 2024 - Ebrahim Raiszi, Irán elnöke

## Nemzeti ünnepek, emléknapok, világnapok
- Férfinap Magyarországon. A nemzetközi november 19-én van.[3]
- A pontoszi görög népirtás (1919) emléknapja
- A Fair Play világnapja. (2024) [4]